# Cosucio

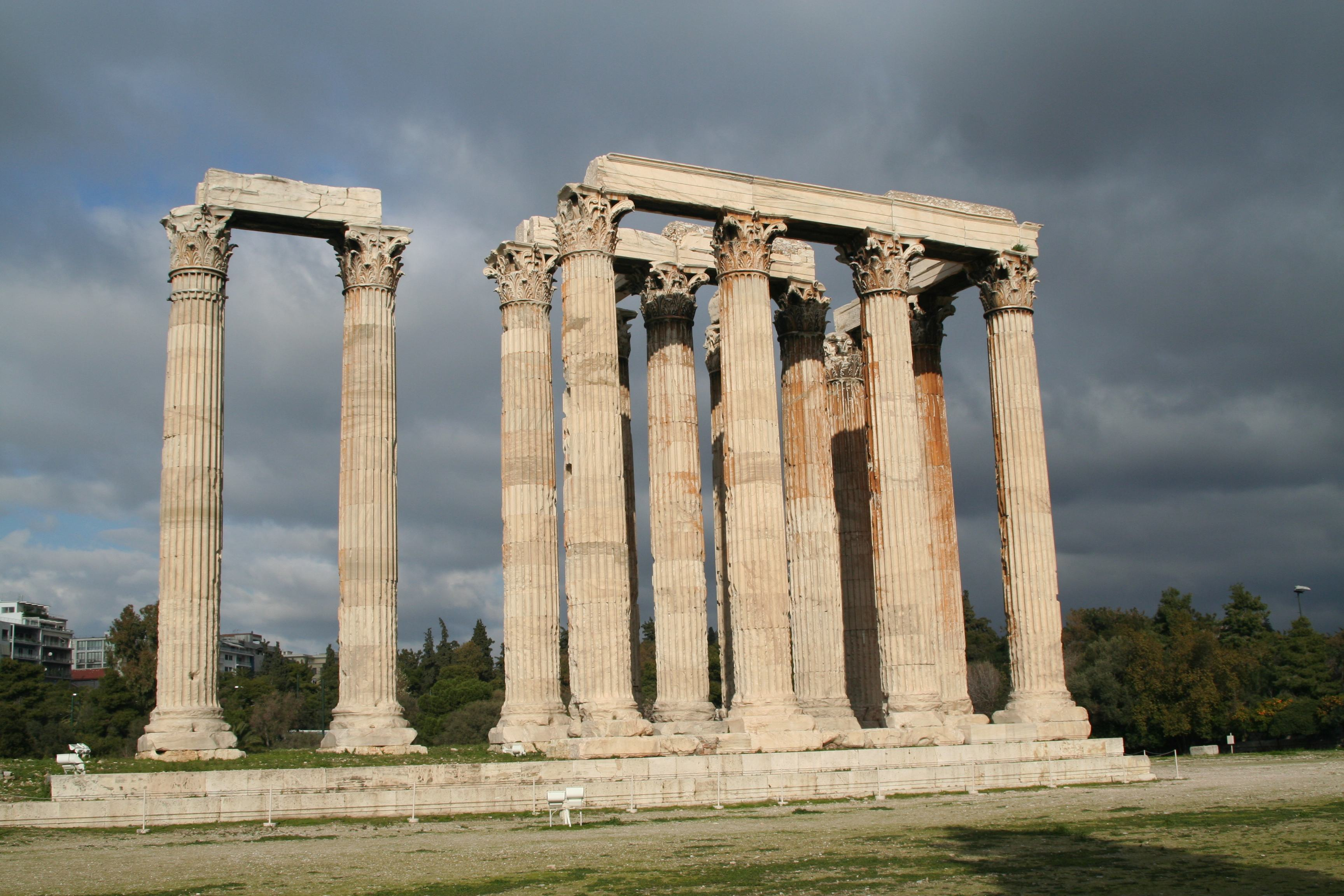
Restos del templo de Zeus Olímpico en Atenas

Marco Cosucio (en latín, Marcus Cossutius) fue un arquitecto romano que construyó, por encargo del rey seléucida Antíoco IV Epífanes de Siria (174 a. C.-164 a. C.), el templo de Zeus Olímpico en Atenas el 168 a. C., en estilo corintio. 
Más tarde Sila privó al templo de los pilares y fue terminado en su forma definitiva por Adriano. 